# 天后宫 (登嘉楼)
天后宫坐落在马来西亚登嘉楼瓜拉登嘉楼唐人坡，是一座道教宫观。

## 历史
传说在马来西亚登嘉楼瓜拉登嘉楼海域，海南人在一艘遭遇海难沉没的戎克船上发现了一尊海神“水尾圣娘”雕像，就建立了一座庙宇来供奉她。天后宫是登嘉楼河沿岸居民的活动中心。以前天后宫还充当登嘉楼的琼州会馆。1985年，道教信徒和琼州会馆成员开始修建了天后宫，翌年竣工，天后宫的建筑材料来自中国。2003年，马来西亚伊斯兰党领导的登嘉楼州政府购买了天后宫周围的土地用于“滨水美化项目”，但是遭到了当地群众和信徒的强烈抗议，“滨水美化项目”自此终止。

## 建筑
天后宫的主殿里有三座神坛，妈祖和水尾圣娘像坐落中间，关圣帝君和福德正神位列左右两边。主殿还有两块碑牌，祭奠在远古时期阵亡在战争中的村民。